# Titularbistum Thibuzabetum
Thibuzabetum (ital.: Tibuzabeto) ist ein Titularbistum der römisch-katholischen Kirche. 
Es geht zurück auf ein früheres Bistum in der gleichnamigen Stadt, die in der spätantiken römischen Provinz Mauretania Sitifensis im heutigen nördlichen Algerien.
| Titularbischöfe von Thibuzabetum |                                      |                                                                                   |                   |                   |
| Nr.                              | Name                                 | Amt                                                                               | von               | bis               |
| 1                                | Smiljan Franjo Čekada                | Koadjutorerzbischof von Vrhbosna (Sozialistische Föderative Republik Jugoslawien) | 12. Juni 1967     | 13. Januar 1970   |
| 2                                | James Louis Connolly                 | emeritierter Bischof von Fall River (USA)                                         | 30. Oktober 1970  | 31. Dezember 1970 |
| 3                                | Antonio Eduardo Bösl OFM             | Apostolischer Vikar von Ñuflo de Chávez (Bolivien)                                | 18. Dezember 1972 | 13. Oktober 2000  |
| 4                                | Joseph Lee Han-taek SJ               | Weihbischof in Seoul (Südkorea)                                                   | 19. November 2001 | 5. Juli 2004      |
| 5                                | Vincente Danilo Echeverría Verdesoto | Weihbischof in Quito (Ecuador)                                                    | 7. Juni 2006      |                   |